# Humococcus orientalis
Humococcus orientalis är en insektsart som först beskrevs av Borchsenius 1949.  Humococcus orientalis ingår i släktet Humococcus och familjen ullsköldlöss. Inga underarter finns listade i Catalogue of Life.